# Metropolregion Pensacola
Die Metropolregion Pensacola (engl.: Pensacola-Ferry Pass-Brent Metropolitan Statistical Area) ist eine Metropolregion im äußersten Nordwesten des US-Bundesstaates Florida. Sie stellt eine durch das Office of Management and Budget definierte Metropolitan Statistical Area (MSA) dar und umfasst die Countys Escambia und Santa Rosa. Die größten Siedlungen des Verdichtungsgebietes sind Pensacola, Navarre, Ferry Pass, Belleview und Brent.
Zum Zeitpunkt der Volkszählung von 2020 hatte das Gebiet 509.905 Einwohner.